# 魔卓
魔卓是一個由美國漫威漫畫創造的虛擬角色，是一名超級反派角色。首次登場在《X戰警：遠射》第3集（1985年11月）中，由安·諾森提（英語：Ann Nocenti）與
亞瑟·亞當斯（英語：Art Adams）設計的角色。該角色被設計作為X戰警的大敵，隨後也是X戰警及其子延伸作品中英雄團體所面臨到的惡棍。魔卓是“無骨之人”之一，這是一個沒有先進技術便無法移動的外星種族，必須佩戴類似橘子的圓形裝置，以及連接到頭部的其餘設備控制著他的機械椅才能行動。
他是統治Mojoverse行星的奴隸販子，該行星的所有生物都沉迷於一種角鬥士競技表演般的節目。魔卓之後出現在1986年《新變種人年刊》第2冊中。他也出現在漫威宇宙相關的漫畫中，並在2006年豪華版官方手冊#8和漫威宇宙A-Z#7的官方手冊中，在不少漫威的延伸作品佔有一角。

## 生平與能力
魔卓乘坐在一個具有多腿的圓形平台，上面配備了各種粒子光束武器。它還有一個大型的人造附屬物，可以當作手臂或切片武器，另外兩個較小的手臂，使得他足夠強壯,可以輕易用單臂舉起一個人。
他擁有多種源自精神魔法的力量，比如精神魔法能量的投射，且能夠控制他人的思想，以及跨維度的傳送。這些神奇的力量因“追隨者的崇拜”而得到加強，這與他的電視節目的受歡迎程度直接相關。魔卓不會被小淘氣的觸摸所傷害，無論與她接觸多久都不會傷害他，甚至輕而易舉地可以掐住她，直到她失去知覺。
為了自己的野心，魔卓對地球產生了興趣，綁架英國隊長的雙胞胎妹妹貝棋，把她洗腦後，轉移靈魂進入一個日本忍者的身上，化名為「靈蝶」。
設計者表示，魔卓是一個奴隸販子和獨裁者，通過他制作的格鬥節目賺取金錢，並且統治著他的旗下角鬥士的一切。基于這個設定，設計了這個角色時便給予他極度噁心與給人不愉快的印象，還試圖讓他看起來很可怕，並賦予強大特別的能力。

## 設計與創作
魔卓是一名美國漫威漫畫中的超級反派，通常以X戰警系列為主。 由作家安·諾森提（英語：Ann Nocenti）與藝術家亞瑟·亞當斯（英語：Art Adams）共同創作設計的，他首次出現在1985年11月出版的遠射第三集中（ Longshot #3）中，作為英雄們的大敵，也是X戰警及其他漫威英雄延伸作品的反派人物。
魔卓是“無骨之人”之一，屬於一個沒有先進技術就無法移動的外星種族。 他是統治一個名為“Mojoverse”星球的奴隸販子，在那地方所有的生命都沉迷於他旗下一個角鬥士格鬥表演的節目。
設計者安·諾森提（Nocenti）表示，這個角色是對網絡高管的荒謬模仿，靈感來自對媒體評論家 Marshall McLuhan、Noam Chomsky 和 Walter Lippmann 的解讀。
安·諾森提（Ann Nocenti）在寫遠射劇本的時後，還在哥倫比亞大學國際與公共事務學院攻讀碩士學位，並且身兼《我們時代的謊言》雜誌工作。他表示自己當時閱讀馬歇爾·麥克盧漢、諾姆·喬姆斯基等作家的作品，愛德華·S·赫爾曼和沃爾特·李普曼，這些作品深深影響到他的創作。   一個名為 Manufactured Consent 的角色，以喬姆斯基的同名書命名，出現在 Nocenti 1990 年的《新變種人夏季特輯》中，也是由這些作品的靈感中誕生的。
“魔卓，一個奴隸販子和獨裁者，通過他製作的電視節目來統治他的次元”，藝術家 Art Adams 按照作家Ann Nocenti的指示，設計了這個噁心和不愉快的角色，還試圖讓他看起來很可怕。 並使魔卓的眼瞼呈現怪異的張開樣貌，以及全身的電線，其靈感來自於演員 Malcolm McDowell 在深夜與大衛萊特曼的採訪，麥克道爾在採訪中透露，他在《發條》中的Ludovico技術場景中必須佩戴類似的裝置奧蘭治的角膜傷痕累累。附在魔卓頭上的其餘設備可以控制著他的機械化椅子。
大多數被稱為Mojoverse星球上的居民都被來自另一個時空連續體的能量波慢慢逼瘋了，後來他們需要幾個世紀（他們的時間）才能發現這些傳輸的起源。由於無法直立，魔卓的種族並沒有太大的進化，直到一位名叫 Arize 的科學家發明了外骨骼，從而引發了一場快速的技術革命。種族中的一些成員拒絕使用它們，並稱自己為無骨者。

## 其他登場
Deadpool-2中使用了魔卓的母星“Mojoverse”。
魔卓客串出現在 Viewtiful Joe 的 Marvel vs. Capcom 3：Fate of Two Worlds 和 Ultimate Marvel vs. Capcom 3 的結局中。